# Jan van Riebeeck
Johan Anthoniszoon "Jan" van Riebeeck (Culemborg, 21 de abril de 1619 – Batávia, atual Jacarta, 18 de janeiro de 1677) foi um navegador, embaixador e administrador colonial neerlandês da Companhia Holandesa das Índias Orientais (VOC).

## Vida

### Primeiros anos
Jan van Riebeeck nasceu em Culemborg em 21 de abril 1619, filho de um cirurgião. Cresceu em Schiedam, onde se casou com Maria de la Queillerie, então com 19 anos, em 28 de março 1649. Ela faleceu em Malaca, atual parte da Malásia, em 2 novembro 1664, aos 35 anos. O casal teve oito ou nove filhos, a maioria dos quais não sobreviveu à infância. Seu filho Abraham van Riebeeck, nascido no Cabo, mais tarde se tornou Governador-Geral das Índias Orientais Neerlandesas.

### Emprego na VOC
Ingressando na Vereenigde Oost-Indische Compagnie (VOC ou Companhia Holandesa das Índias Orientais) em 1639, Van Riebeeck atuou em vários postos, incluindo cirurgião assistente em Batávia, nas Índias Orientais.
Ele foi chefe do posto comercial da VOC em Tonquim, na Indochina. Tendo sido dispensado em 1645, por conduzir negociações para proveito pessoal, começou a defender o estabelecimento de um entreposto de reabastecimento no Cabo da Boa Esperança depois de passar 18 dias lá na viagem de volta. Dois anos depois, essa ideia ganhou apoio quando um navio encalhado conseguiu sobreviver em um forte temporário. Os Heeren XVII solicitaram um relatório a Leendert Jansz e Mathys Proot, que recomendou a presença holandesa.
Em 1643, Van Riebeeck viajou com Jan van Elseracq ao entreposto da VOC em Dejima, no Japão. Sete anos depois, em 1650, propôs vender peles de animais selvagens sul-africanos ao Japão.

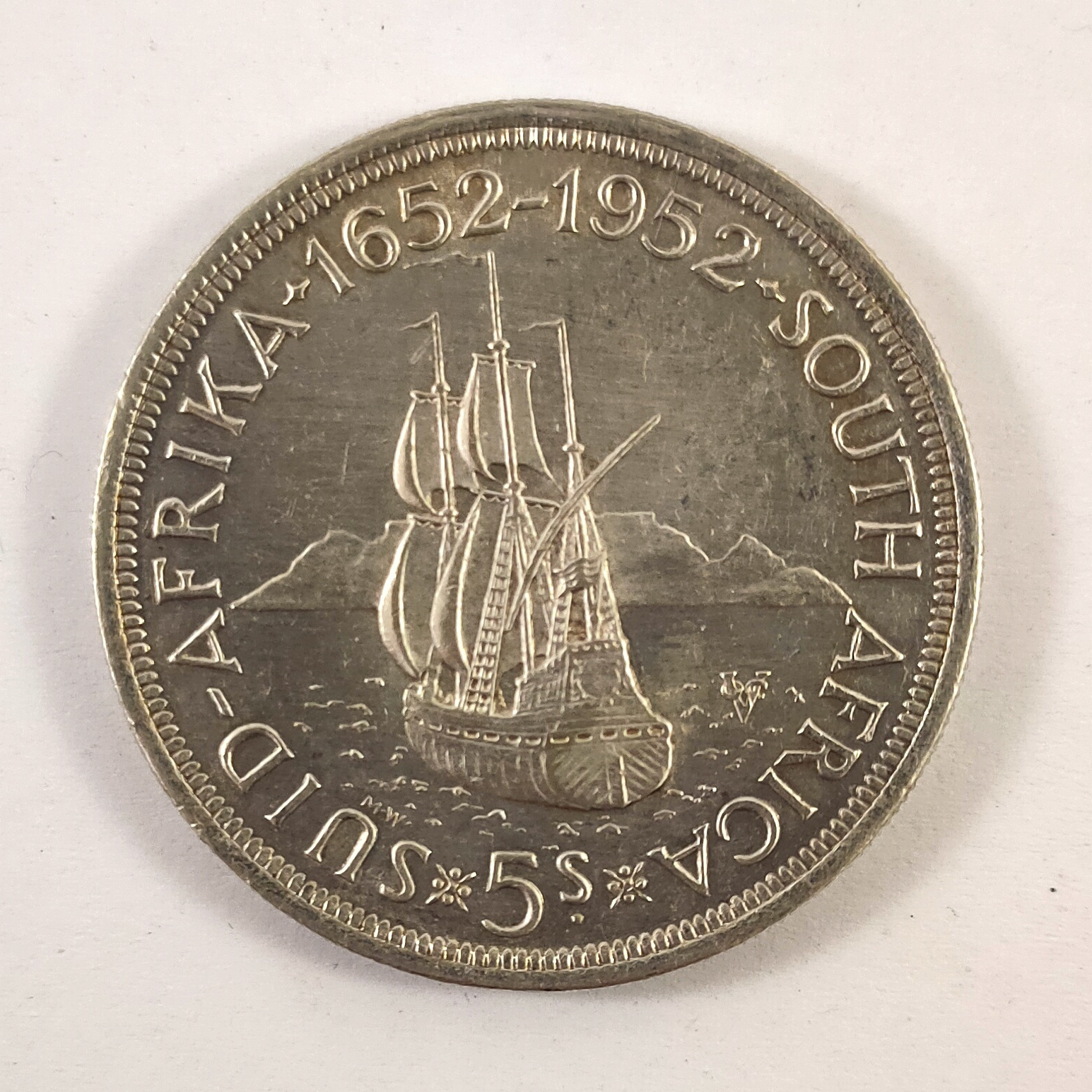
Moeda de 5 xelins de 1952 sul-africana comemorando os 300 anos da fundação da Cidade do Cabo, retratando o navio de Van Riebeeck, o Drommedaris

Van Riebeeck foi convocado pela Companhia das Índias Orientais Holandesas para liderar o primeiro assentamento neerlandês no futuro território da África do Sul e partiu de Texel em 24 dezembro 1651. Ele desembarcou dois navios (Drommedaris e Goede Hoope) em Table Bay, onde mais tarde se ergueria a Cidade do Cabo, em 6 abril 1652, e um terceiro navio, o Reijger, em 7 abril 1652. Ele estava acompanhado de 82 homens e 8 mulheres, incluindo sua esposa Maria. Originalmente a frota incluía cinco navios, mas Walvis e Oliphant chegaram depois, tendo 130 sepultamentos no mar.
Van Riebeeck iniciou de imediato a fortificação do local, planejado como ponto de parada da VOC na rota comercial entre os Países Baixos e as Índias Orientais. O objetivo principal era fornecer provisões frescas às frotas da VOC, pois a taxa de mortalidade a bordo era muito alta.

### Comandante da Colônia do Cabo

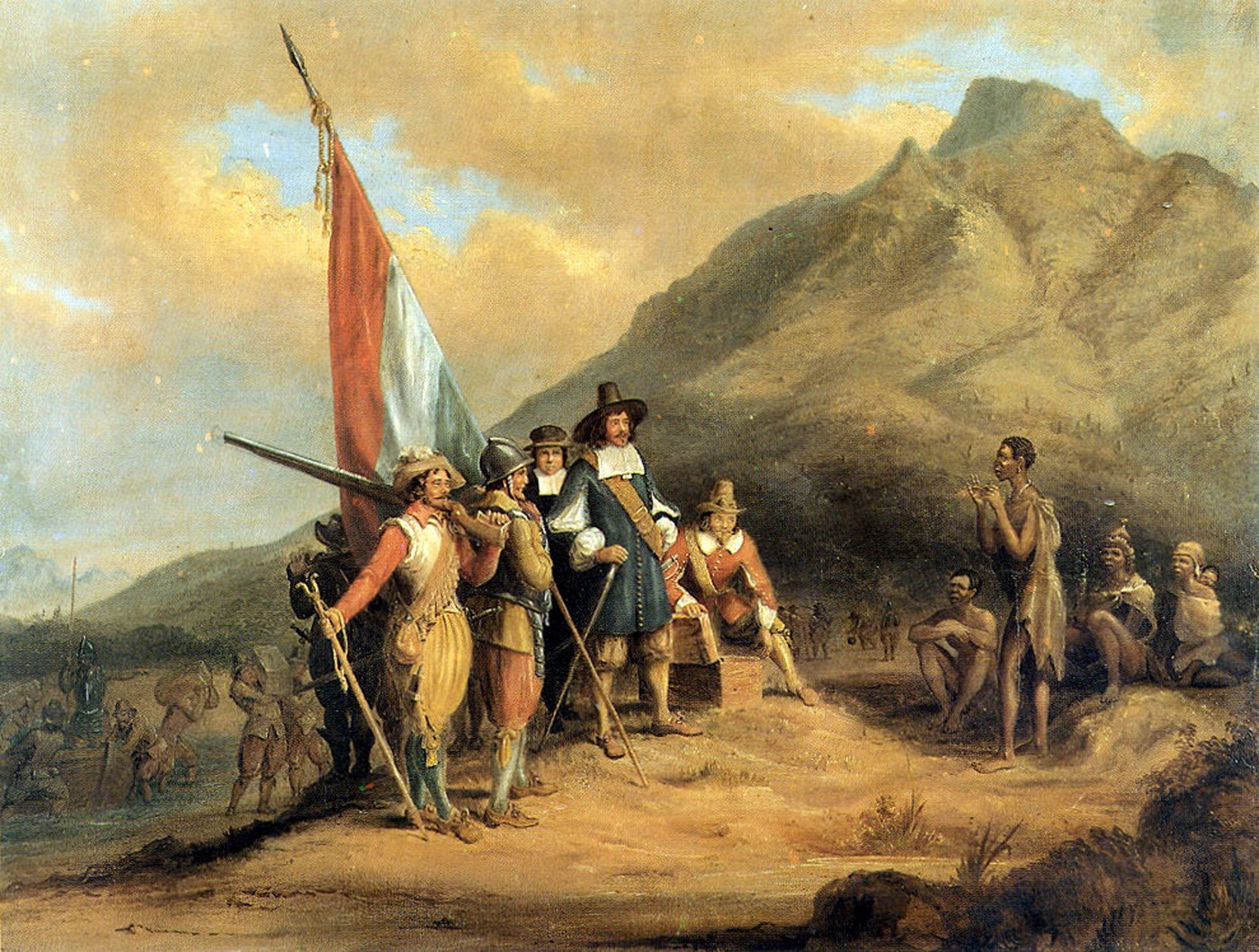
Jan van Riebeeck chegando a Table Bay em abril de 1652, pintura de Charles Davidson Bell

Van Riebeeck foi comandante do Cabo de 1652 a 1662; sua missão incluía construir um forte, melhorar o ancoradouro natural da Table Bay, plantar cereais, frutas e hortaliças e obter gado dos povos indígenas Khoi. No Kirstenbosch National Botanical Garden (Jardim Botânico Nacional de Kirstenbosch) na Cidade do Cabo, ainda sobrevivem algumas amendoeiras bravas plantadas naquela época. O forte inicial, chamado Fort de Goede Hoop (Forte da Boa Esperança) foi erguido em barro, argila e madeira, com quatro baluartes. Esse forte foi substituído pelo Castelo da Boa Esperança entre 1666 e 1679, após Van Riebeeck ter deixado o Cabo.
Van Riebeeck contou com a colaboração de um conterrâneo de Culemborg, Roelof de Man (1634–1663), que chegou em janeiro de 1654 no navio Naerden para trabalhar como contador e, depois, vice-comandante.
Van Riebeeck registrou o primeiro cometa descoberto a partir da África do Sul, C/1652 Y1, avistado em 17 dezembro 1652.
Durante sua estadia no Cabo, Van Riebeeck liderou um esforço sistemático de introdução de diversas plantas úteis em condições locais — alterando para sempre o meio ambiente. Algumas dessas espécies, incluindo uvas, cereais, amendoim, batatas, maçãs e citros, teriam impacto duradouro nas sociedades e economias da região. Em 1659, por exemplo, ele criou um vinhedo para produzir vinho tinto e combater o escorbuto. Van Riebeeck possuía a fazenda Boschheuwel, que recomendou à Companhia comprar em 1662 após sua partida, para cultivar frutas e hortaliças, enquanto Rondebosch seria usado como viveiro de mudas. Os relatórios diários que mantinha (política da VOC) serviram de base para estudos futuros dos recursos naturais do local. A leitura atenta de seus diários mostra que parte do conhecimento foi obtida com os povos originários da região.
Ele morreu em Batávia (atual Jacarta), na ilha de Java, em 18 janeiro 1677.

## Legado na África do Sul

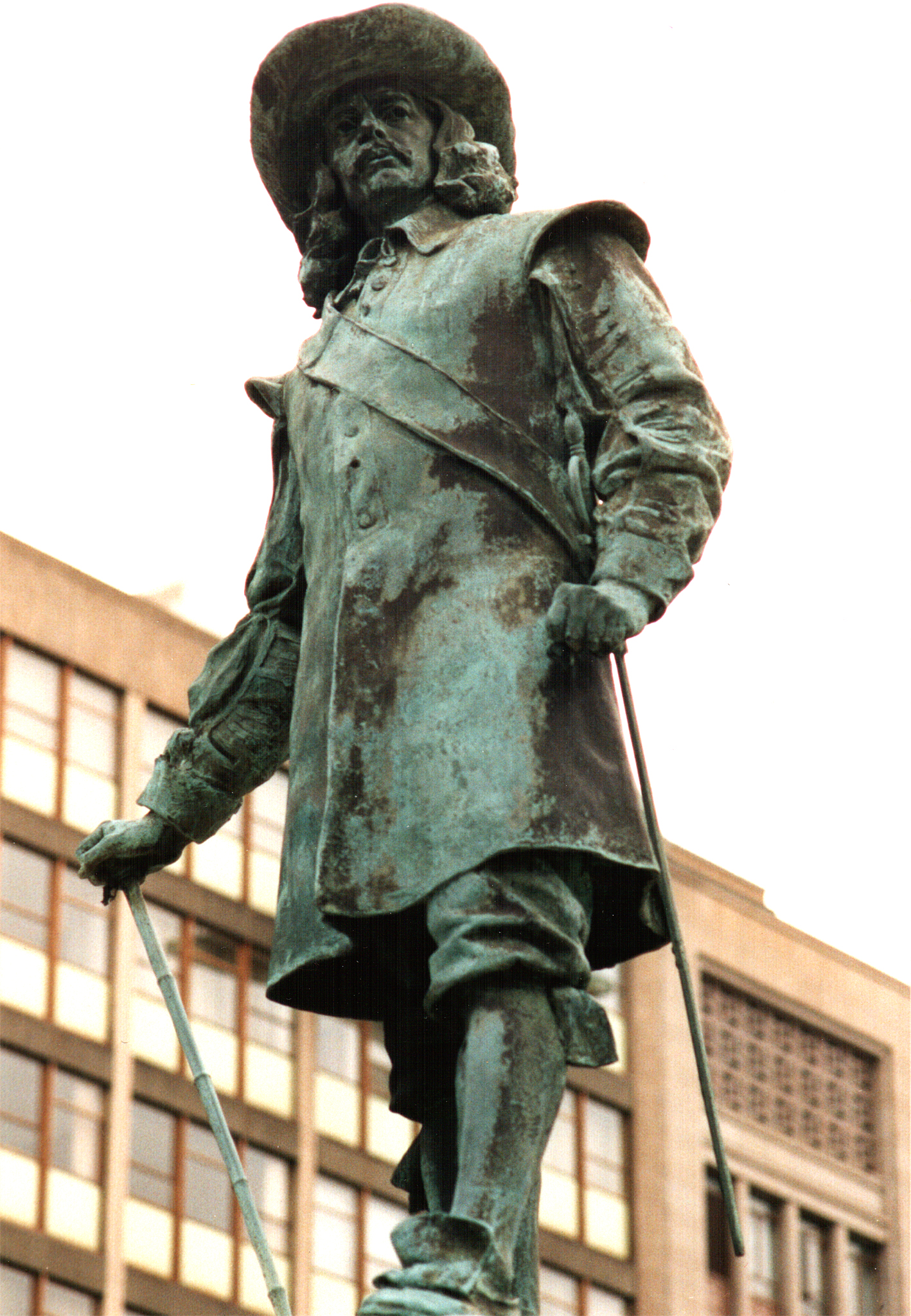
Estátua de Jan van Riebeeck na Adderley Street, Cidade do Cabo. Esculpida por John Tweed, foi doada à cidade por Cecil Rhodes em 1899.

Van Riebeeck tem enorme importância histórica e cultural para a África do Sul, especialmente durante o período do Apartheid. Muitos Africânderes o consideravam o pai fundador de sua nação. Por isso, sua imagem figurava em selos e notas bancárias até 1994. Uma imagem usada no dinheiro após a África do Sul virar república em 1961 foi atribuída a Van Riebeeck, mas, na verdade, era do Bartholomew Vermuyden.
O Dia de Van Riebeeck, também conhecido como Dia dos Fundadores, costumava ser celebrado em 6 abril; mas foi cancelado pelo Congresso Nacional Africano após as eleições de 1994. Entretanto, ainda é comemorado na comunidade de Orania (uma localidade reservada a africânderes). Sua imagem não aparece mais em nenhuma nota ou selo oficial, mas as estátuas dele e da esposa continuam de pé na Adderley Street, Cidade do Cabo. O Brasão de armas da Cidade do Cabo se baseia no brasão da família Van Riebeeck.
Muitas cidades, vilas e bairros na África do Sul têm ruas com o nome dele. Riebeek-Kasteel é uma das mais antigas povoações sul-africanas, a 75 km da Cidade do Cabo, no vale do mesmo nome, junto a Riebeek West.

A Hoërskool Jan van Riebeeck é uma escola africâner na Cidade do Cabo.

Brasão de Jan van Riebeeck, base do brasão da Cidade do Cabo
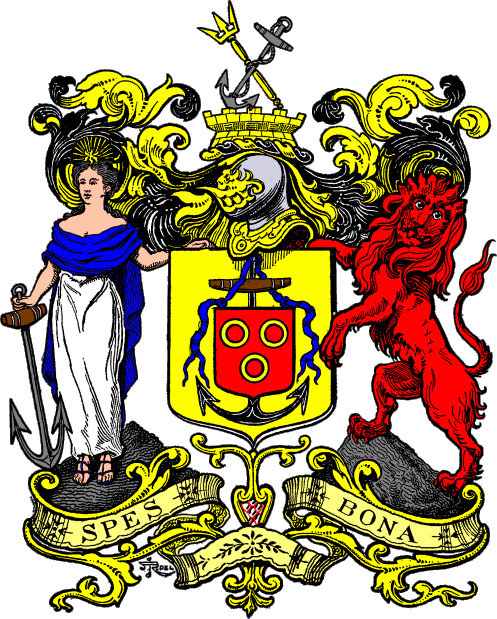
Brasão de armas da Cidade do Cabo, com o brasão de Jan van Riebeeck no escudo
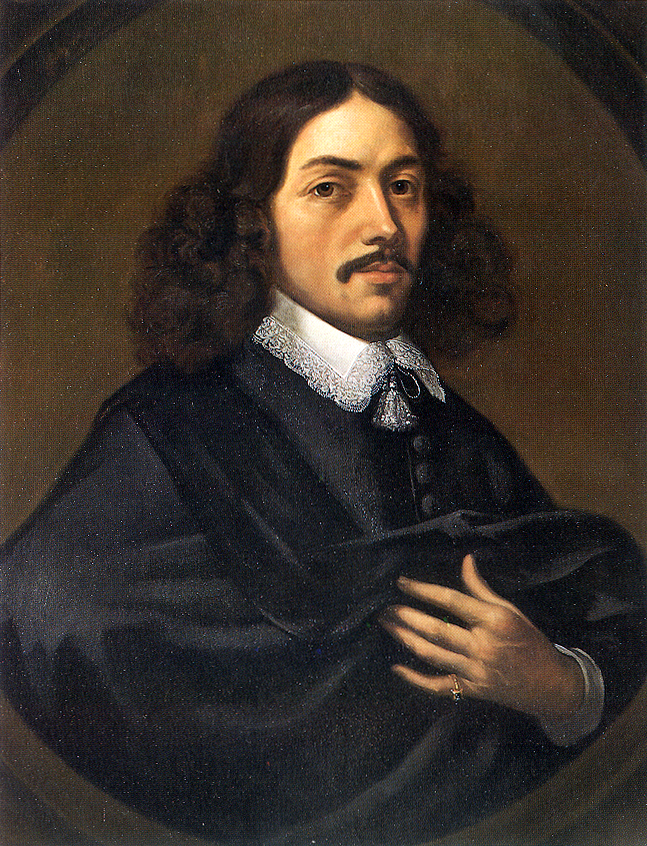
A pintura de Bartholomew Vermuyden, antes atribuída a van Riebeeck e usada em notas e moedas
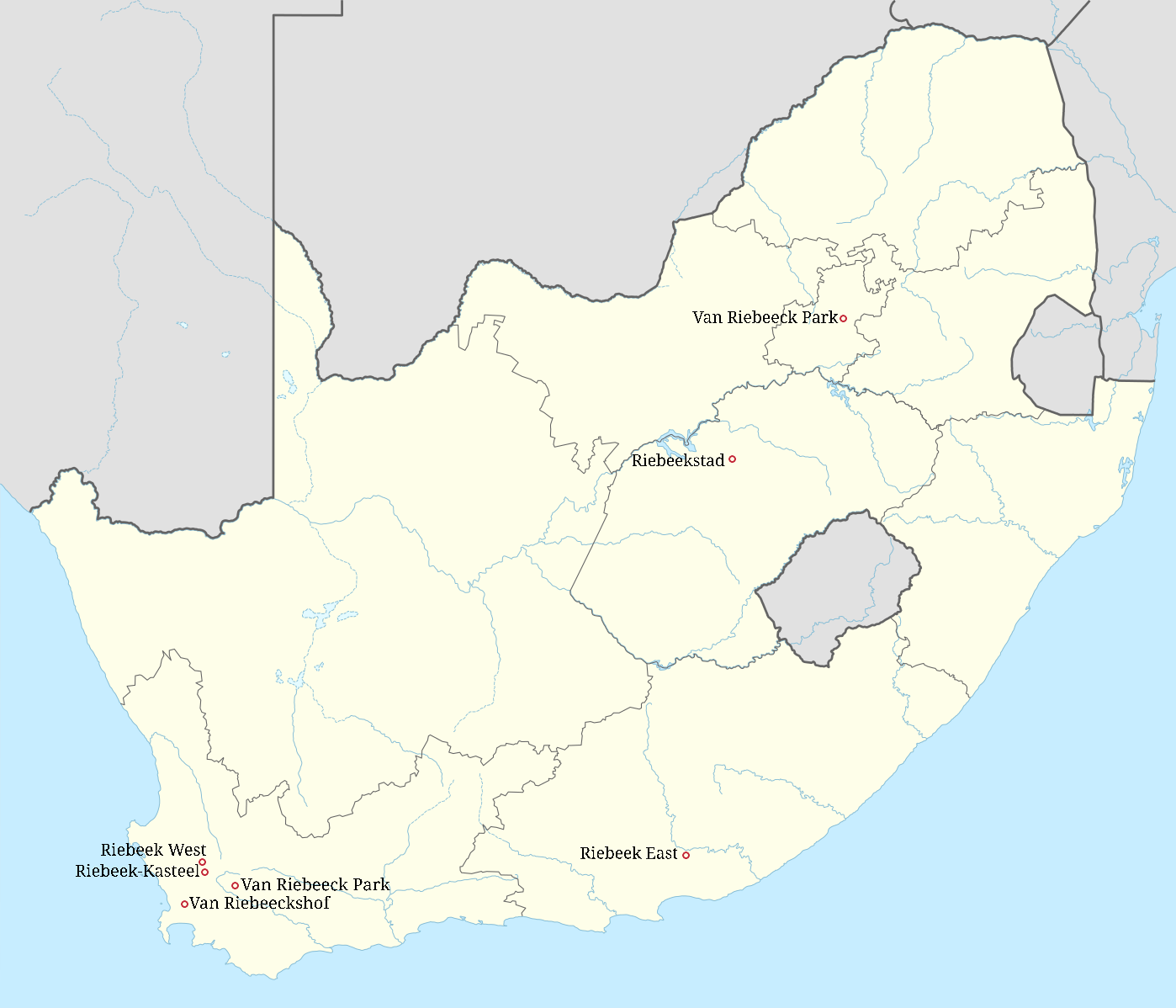
Cidades e subúrbios na África do Sul nomeados em homenagem a Van Riebeeck: Riebeek-Kasteel, Riebeek West, Riebeek East, Riebeeckstad e Van Riebeeck Park.